# Широконіска (рід птахів)
Широконіска (Spatula) — рід водних птахів родини качкових (Anatidae). Включає 10 видів.

## Таксономія
Види, які тепер включені в цей рід, раніше були включені в рід Anas. Молекулярно-філогенетичне дослідження, яке порівнює послідовності мітохондріальної ДНК, опубліковане в 2009 році, виявило, що рід Anas не був монофілетичним. На основі цієї опублікованої філогенії рід Anas був розділений на чотири монофілетичні роди, з яких 10 видів переміщено у рід Spatula. 
Назва Spatula — це латинське слово, що означає «ложка», від якого також походить слово «шпатель». Назва вказує на розширений плаский дзьоб у деяких видів.

## Види
- Чирянка велика (Spatula querquedula)
- Чирянка жовтощока (Spatula hottentota)
- Чирянка пунайська (Spatula puna)
- Чирянка чорноголова (Spatula versicolor)
- Широконіска аргентинська (Spatula platalea)
- Чирянка руда (Spatula cyanoptera)
- Чирянка блакитнокрила (Spatula discors)
- Широконіска капська (Spatula smithii)
- Широконіска австралійська (Spatula rhynchotis)
- Широконіска північна (Spatula clypeata)